# Nick Nuyens
Nick Nuyens (1980. május 5. –) belga profi kerékpáros. Legnagyobb sikere a 2011-es Flandriai körverseny megnyerése volt, de ezen kívül nyert még Tour of Britain-t és Paris-Brüsszelt is.
2014-ben visszavonult a versenyzéstől.

## Sikerei
| 2002 - Belga országúti-bajnokság, U23-mezőnyverseny - 1. hely 2004 - Ster Elektrotoer - Összetett verseny győztese - 1., 3. szakasz - Párizs-Brüsszel - 1. hely - GP de Wallonie - 1. hely - Tour of Britain - 3., Összetett versenyben 2005 - Tour of Britain - Összetett verseny győztese - 1., 1. szakasz - 1., 5. szakasz (Egyéni időfutam) - GP de Wallonie - 1. hely 2006 - Kuurne–Brussels–Kuurne - 1. hely - Tour de Suisse - 1., 3. szakasz 2007 - Étoile de Bessèges - Összetett verseny győztese - 1., 3. szakasz - Flandriai körverseny - 7. hely - Eneco Tour - 1., 1. szakasz | 2008 - Flandriai körverseny - 2. hely - Vuelta Espana - 78., Összetett versenyben - 2., 15. szakasz - 3., 19. szakasz - Országúti világbajnokság mezőnyverseny - 9. hely 2009 - Amstel Gold Race - 8. hely - GP de Wallonie - 1. hely 2010 - Tour of Austria - 1., 5. szakasz - Vuelta Espana - 127., Összetett versenyben 2011 - Flandriai körverseny - 1. hely - Klasika Primavera - 3. hely - Vuelta Espana - 161., Összetett versenyben |